# Remíza (budova)

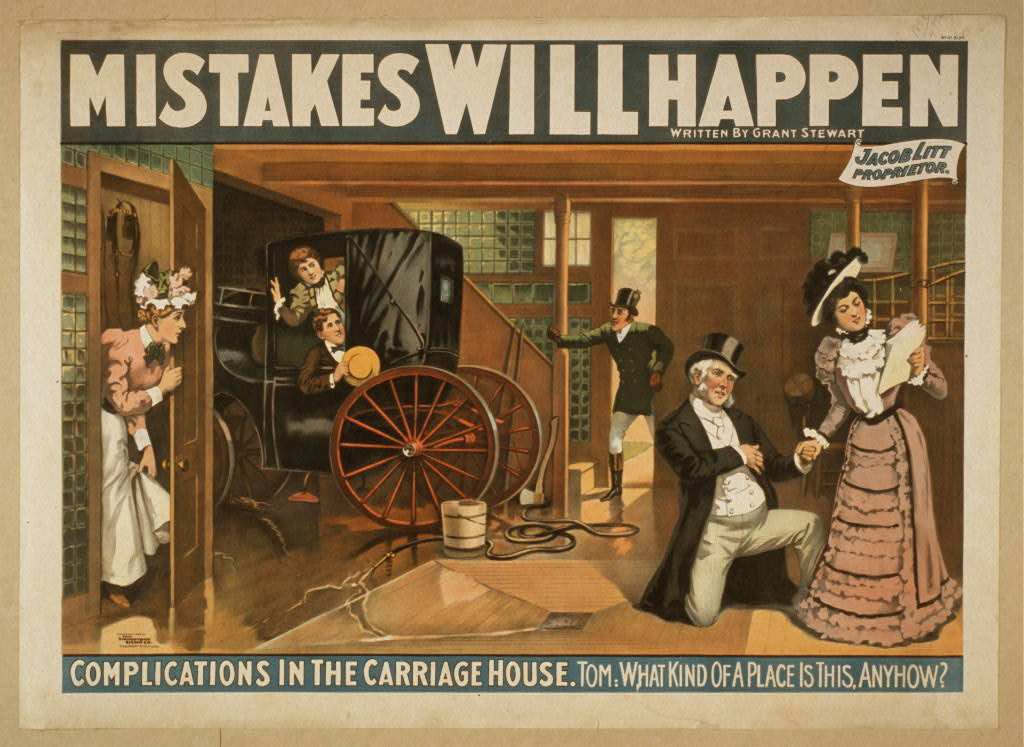
Remíza na divadelním plakátu

Názvem remíza, dříve psáno remisa nebo remise (z latinského remiscere, tj. "přidružit" nebo remittere – "poslat zpět") se označuje objekt či budova, situovaná zpravidla na zadní hranici pozemku, která může sloužit jako sklad,  nebo k odstavení vozidel či strojů. Z téhož termínu pochází francouzské remettre – „zotavit se, vrátit do původní polohy“.  

## Historie

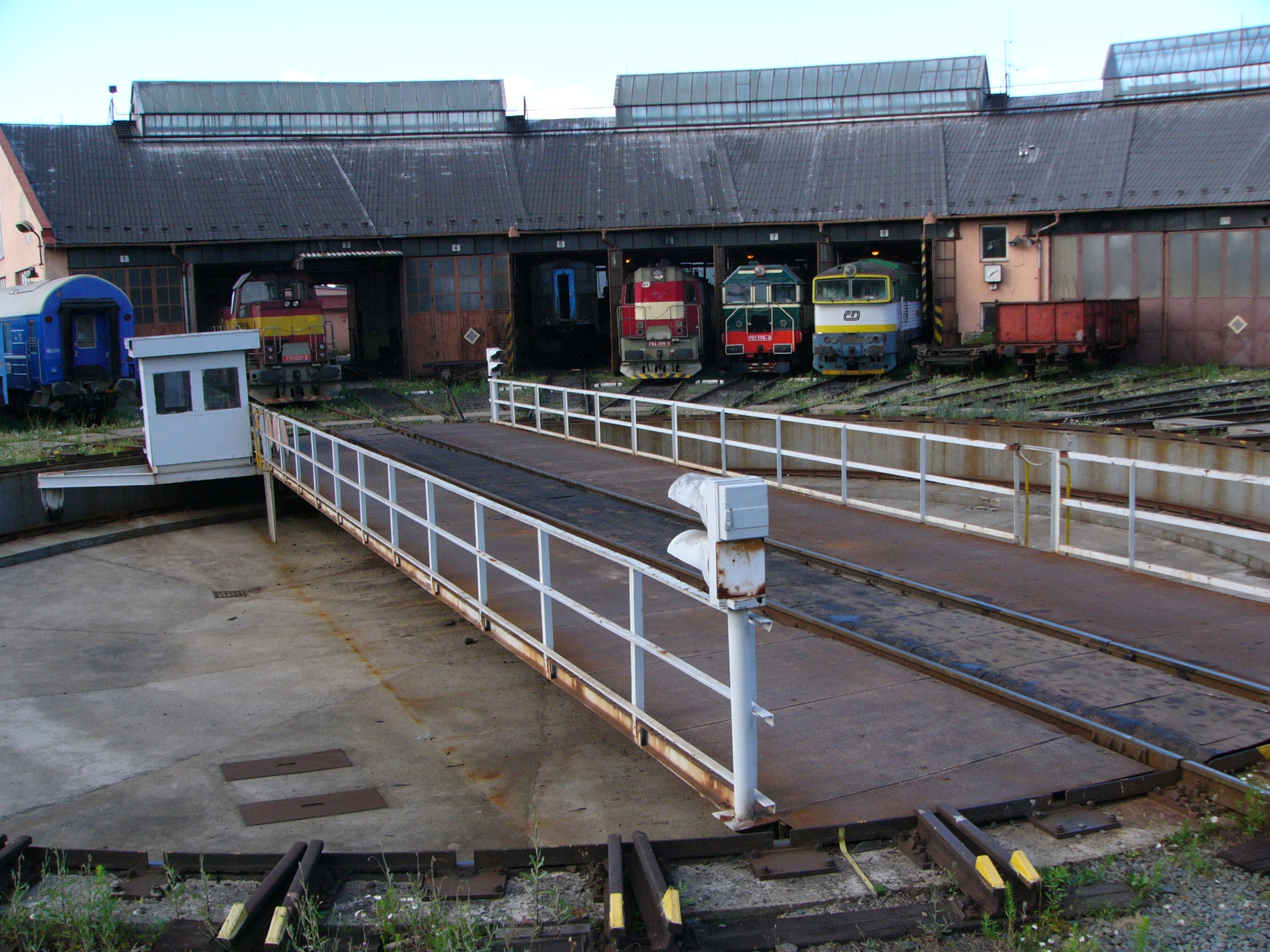
Lokomotivní remíza

- Remisa (remise) se od 18. století stavěly za hradbami měst, často jako vojenské objekty skladů, vyznačené tímto slovem na mapách.
- Slovem remíza se začaly v 19. století označovat neprůchozí budovy stavěné u zadních hranic pozemků městských činžovních domů, které sloužily k odstavení kočárů a koní, aby byli chráněni před nepřízní počasí. Postupně přešlo toto označení i na budovy sloužící k odstavení lokomotiv, železničních vozů a tramvají. V současnosti bývá toto označení nahrazováno výrazy depo, vozovna, hala, garáž či hangár.
- Remíza či remízka znamená pusté, křovinaté místo, sloužící jako úkryt zvěře.[1]